# Équipe de Pologne de football au Championnat d'Europe 2020
Cet article relate le parcours de l’équipe de Pologne de football lors du Championnat d'Europe 2020 organisé dans 11 grandes villes d'Europe du 11 juin au 11 juillet 2021.

## Qualifications
| Rang | Équipe                | Pts | J  | G | N | P | Bp | Bc | Diff |  | Résultats (▼ dom., ► ext.) |     |     |     |     |     |     |
| ---- | --------------------- | --- | -- | - | - | - | -- | -- | ---- |  | -------------------------- | --- | --- | --- | --- | --- | --- |
| 1    | Pologne               | 25  | 10 | 8 | 1 | 1 | 18 | 5  | +13  |  | Pologne                    |     | 0-0 | 2-0 | 3-2 | 4-0 | 2-0 |
| 2    | Autriche              | 19  | 10 | 6 | 1 | 3 | 19 | 9  | +10  |  | Autriche                   | 0-1 |     | 2-1 | 1-0 | 3-1 | 6-0 |
| 3    | Macédoine du Nord (B) | 14  | 10 | 4 | 2 | 4 | 12 | 13 | -1   |  | Macédoine du Nord (B)      | 0-1 | 1-4 |     | 2-1 | 1-0 | 3-1 |
| 4    | Slovénie              | 14  | 10 | 4 | 2 | 4 | 16 | 11 | +5   |  | Slovénie                   | 2-0 | 0-1 | 1-1 |     | 3-2 | 1-0 |
| 5    | Israël (B)            | 11  | 10 | 3 | 2 | 5 | 16 | 18 | -2   |  | Israël (B)                 | 1-2 | 4-2 | 1-1 | 1-1 |     | 3-1 |
| 6    | Lettonie              | 3   | 10 | 1 | 0 | 9 | 3  | 28 | -25  |  | Lettonie                   | 0-3 | 1-0 | 0-2 | 0-5 | 0-3 |     |

- Sélection directement qualifiée pour l'Euro 2020

## Phase finale

### Effectif
NB : Les âges et les sélections sont calculés au début de l'Euro 2020, le 11 juin 2021.

### Premier tour
| v · m | Équipe    | Pts | J | G | N | P | Bp | Bc | Diff |
| ----- | --------- | --- | - | - | - | - | -- | -- | ---- |
| 1     | Suède     | 7   | 3 | 2 | 1 | 0 | 4  | 2  | +2   |
| 2     | Espagne   | 5   | 3 | 1 | 2 | 0 | 6  | 1  | +5   |
| 3     | Slovaquie | 3   | 3 | 1 | 0 | 2 | 2  | 7  | -5   |
| 4     | Pologne   | 1   | 3 | 0 | 1 | 2 | 4  | 6  | -2   |

#### Pologne - Slovaquie
| Match 9                    | Pologne              | 1 - 2   | Slovaquie                                          | Stade Krestovski, Saint-Pétersbourg                                            |                                                                                |
| 14 juin 2021 18h00 (19h00) | ( Rybus) Linetty 46e | (0 - 1) | 18e (csc) Szczęsny (Mak ) · 69e Škriniar (Hamšík ) | Spectateurs : 12 862 Arbitrage : Ovidiu Haţegan Arbitre vidéo : Marco Di Bello | Spectateurs : 12 862 Arbitrage : Ovidiu Haţegan Arbitre vidéo : Marco Di Bello |
| 14 juin 2021 18h00 (19h00) | Rapport              |         |                                                    | Spectateurs : 12 862 Arbitrage : Ovidiu Haţegan Arbitre vidéo : Marco Di Bello | Spectateurs : 12 862 Arbitrage : Ovidiu Haţegan Arbitre vidéo : Marco Di Bello |

| Pologne | Slovaquie |

| POLOGNE :       |    |                       |          |     |
|                 |    |                       |          |     |
| Gardien de but  | 1  | Wojciech Szczęsny     |          |     |
|                 | 13 | Maciej Rybus          |          | 74e |
|                 | 5  | Jan Bednarek          |          |     |
|                 | 15 | Kamil Glik            |          |     |
|                 | 18 | Bartosz Bereszyński   |          |     |
|                 | 14 | Mateusz Klich         |          | 85e |
|                 | 10 | Grzegorz Krychowiak   | 22e, 62e |     |
|                 | 8  | Karol Linetty         |          | 74e |
|                 | 20 | Piotr Zieliński       |          | 85e |
|                 | 9  | Robert Lewandowski    |          |     |
|                 | 21 | Kamil Jóźwiak         |          |     |
| Remplaçants :   |    |                       |          |     |
|                 | 19 | Przemysław Frankowski |          | 74e |
|                 | 26 | Tymoteusz Puchacz     |          | 74e |
|                 | 16 | Jakub Moder           |          | 85e |
|                 | 11 | Karol Świderski       |          | 85e |
| Sélectionneur : |    |                       |          |     |
| Paulo Sousa     |    |                       |          |     |

| SLOVAQUIE :     |    |                  |     |       |
|                 |    |                  |     |       |
| Gardien de but  | 1  | Martin Dúbravka  |     |       |
|                 | 15 | Tomáš Hubočan    | 20e |       |
|                 | 14 | Milan Škriniar   |     |       |
|                 | 5  | Ľubomír Šatka    |     |       |
|                 | 2  | Peter Pekarík    |     | 79e   |
|                 | 20 | Róbert Mak       |     | 87e   |
|                 | 25 | Jakub Hromada    |     | 79e   |
|                 | 19 | Juraj Kucka      |     |       |
|                 | 18 | Lukáš Haraslín   |     | 87e   |
|                 | 17 | Marek Hamšík     |     |       |
|                 | 8  | Ondrej Duda      |     | 90+2e |
| Remplaçants :   |    |                  |     |       |
|                 | 13 | Patrik Hrošovský |     | 79e   |
|                 | 24 | Martin Koscelník |     | 79e   |
|                 | 21 | Michal Ďuriš     |     | 87e   |
|                 | 6  | Tomáš Suslov     |     | 87e   |
|                 | 11 | Ján Greguš       |     | 90+2e |
| Sélectionneur : |    |                  |     |       |
| Štefan Tarkovič |    |                  |     |       |

| Assistants : Radu Ghinguleac Sebastian Gheorghe Quatrième arbitre : István Kovács Homme du match : Milan Škriniar |

#### Espagne - Pologne
| Match 24           | Espagne              | 1 - 1   | Pologne                    | Stade La Cartuja, Séville                                                           |                                                                                     |
| 19 juin 2021 21h00 | ( Moreno) Morata 25e | (1 - 0) | 54e Lewandowski (Jóźwiak ) | Spectateurs : 11 742 Arbitrage : Daniele Orsato Arbitre vidéo : Massimiliano Irrati | Spectateurs : 11 742 Arbitrage : Daniele Orsato Arbitre vidéo : Massimiliano Irrati |
| 19 juin 2021 21h00 | Rapport              |         |                            | Spectateurs : 11 742 Arbitrage : Daniele Orsato Arbitre vidéo : Massimiliano Irrati | Spectateurs : 11 742 Arbitrage : Daniele Orsato Arbitre vidéo : Massimiliano Irrati |

| Espagne | Pologne |

| ESPAGNE :       |    |                 |       |     |
|                 |    |                 |       |     |
| Gardien de but  | 23 | Unai Simón      |       |     |
|                 | 18 | Jordi Alba      |       |     |
|                 | 4  | Pau Torres      | 81e   |     |
|                 | 24 | Aymeric Laporte |       |     |
|                 | 6  | Marcos Llorente |       |     |
|                 | 26 | Pedri           |       |     |
|                 | 16 | Rodri           | 90+5e |     |
|                 | 8  | Koke            |       | 68e |
|                 | 19 | Dani Olmo       |       | 61e |
|                 | 7  | Álvaro Morata   |       | 87e |
|                 | 9  | Gerard Moreno   |       | 68e |
| Remplaçants :   |    |                 |       |     |
|                 | 11 | Ferran Torres   |       | 61e |
|                 | 17 | Fabián Ruiz     |       | 68e |
|                 | 22 | Pablo Sarabia   |       | 68e |
|                 | 21 | Mikel Oyarzabal |       | 87e |
| Sélectionneur : |    |                 |       |     |
| Luis Enrique    |    |                 |       |     |

| POLOGNE :       |    |                       |       |     |
|                 |    |                       |       |     |
| Gardien de but  | 1  | Wojciech Szczęsny     |       |     |
|                 | 5  | Jan Bednarek          |       | 85e |
|                 | 15 | Kamil Glik            |       |     |
|                 | 18 | Bartosz Bereszyński   |       |     |
|                 | 24 | Tymoteusz Puchacz     |       |     |
|                 | 14 | Mateusz Klich         | 36e   | 55e |
|                 | 16 | Jakub Moder           | 57e   | 85e |
|                 | 21 | Kamil Jóźwiak         | 59e   |     |
|                 | 20 | Piotr Zieliński       |       |     |
|                 | 11 | Karol Świderski       |       | 68e |
|                 | 9  | Robert Lewandowski    | 90+3e |     |
| Remplaçants :   |    |                       |       |     |
|                 | 6  | Kacper Kozłowski      |       | 55e |
|                 | 19 | Przemysław Frankowski |       | 68e |
|                 | 3  | Paweł Dawidowicz      |       | 85e |
|                 | 8  | Karol Linetty         |       | 85e |
| Sélectionneur : |    |                       |       |     |
| Paulo Sousa     |    |                       |       |     |

| Assistants : Alessandro Giallatini Fabiano Preti Quatrième arbitre : Stéphanie Frappart Homme du match : Jordi Alba |

#### Suède - Pologne
| Match 33                   | Suède                                                                   | 3 - 2   | Pologne                                                      | Stade Krestovski, Saint-Pétersbourg                                            |                                                                                |
| 23 juin 2021 18h00 (19h00) | Forsberg 2e · ( Kulusevski) Forsberg 59e · ( Kulusevski) Claesson 90+4e | (1 - 0) | 61e Lewandowski (Zieliński ) · 84e Lewandowski (Frankowski ) | Spectateurs : 14 252 Arbitrage : Michael Oliver Arbitre vidéo : Chris Kavanagh | Spectateurs : 14 252 Arbitrage : Michael Oliver Arbitre vidéo : Chris Kavanagh |
| 23 juin 2021 18h00 (19h00) | Rapport                                                                 |         |                                                              | Spectateurs : 14 252 Arbitrage : Michael Oliver Arbitre vidéo : Chris Kavanagh | Spectateurs : 14 252 Arbitrage : Michael Oliver Arbitre vidéo : Chris Kavanagh |

| Suède | Pologne |

| SUÈDE :         |    |                     |     |     |
|                 |    |                     |     |     |
| Gardien de but  | 1  | Robin Olsen         |     |     |
|                 | 6  | Ludwig Augustinsson |     |     |
|                 | 24 | Marcus Danielson    | 10e |     |
|                 | 3  | Victor Lindelöf     |     |     |
|                 | 2  | Mikael Lustig       |     | 68e |
|                 | 10 | Emil Forsberg       |     | 78e |
|                 | 20 | Kristoffer Olsson   |     |     |
|                 | 8  | Albin Ekdal         |     |     |
|                 | 7  | Sebastian Larsson   |     |     |
|                 | 11 | Alexander Isak      |     | 68e |
|                 | 22 | Robin Quaison       |     | 55e |
| Remplaçants :   |    |                     |     |     |
|                 | 21 | Dejan Kulusevski    |     | 55e |
|                 | 9  | Marcus Berg         |     | 68e |
|                 | 16 | Emil Krafth         |     | 68e |
|                 | 17 | Viktor Claesson     |     | 78e |
| Sélectionneur : |    |                     |     |     |
| Janne Andersson |    |                     |     |     |

| POLOGNE :       |    |                       |     |     |
|                 |    |                       |     |     |
| Gardien de but  | 1  | Wojciech Szczęsny     |     |     |
|                 | 5  | Jan Bednarek          |     |     |
|                 | 15 | Kamil Glik            | 83e |     |
|                 | 18 | Bartosz Bereszyński   |     |     |
|                 | 24 | Tymoteusz Puchacz     |     | 46e |
|                 | 14 | Mateusz Klich         |     | 73e |
|                 | 10 | Grzegorz Krychowiak   | 74e | 78e |
|                 | 21 | Kamil Jóźwiak         |     | 61e |
|                 | 20 | Piotr Zieliński       |     |     |
|                 | 11 | Karol Świderski       |     |     |
|                 | 9  | Robert Lewandowski    |     |     |
| Remplaçants :   |    |                       |     |     |
|                 | 19 | Przemysław Frankowski |     | 46e |
|                 | 24 | Jakub Świerczok       |     | 61e |
|                 | 6  | Kacper Kozłowski      |     | 73e |
|                 | 17 | Przemysław Płacheta   |     | 78e |
| Sélectionneur : |    |                       |     |     |
| Paulo Sousa     |    |                       |     |     |

| Assistants : Stuart Burt Simon Bennett Quatrième arbitre : Anthony Taylor Homme du match : Emil Forsberg |

## Statistiques

### Temps de jeu
| Joueur                |          |          |          | TT       | But inscrit | Passe décisive | MJ       | MT       | Légende |
| --------------------- | -------- | -------- | -------- | -------- | ----------- | -------------- | -------- | -------- | --- |
| Gardiens              | Gardiens | Gardiens | Gardiens | Gardiens | Gardiens    | Gardiens       | Gardiens | Gardiens | Abréviations et symboles : TT : Total de minutes jouées MJ : Nombre de matchs joués MT : Matchs joués en tant que titulaire : but : passe décisive : joueur entré : joueur remplacé : capitaine : carton jaune : carton rouge |
| Wojciech Szczęsny     | 90       | 90       | 90       | 270      |             |                | 3        | 3        | Abréviations et symboles : TT : Total de minutes jouées MJ : Nombre de matchs joués MT : Matchs joués en tant que titulaire : but : passe décisive : joueur entré : joueur remplacé : capitaine : carton jaune : carton rouge |
| Łukasz Skorupski      |          |          |          | 0        |             |                |          |          | Abréviations et symboles : TT : Total de minutes jouées MJ : Nombre de matchs joués MT : Matchs joués en tant que titulaire : but : passe décisive : joueur entré : joueur remplacé : capitaine : carton jaune : carton rouge |
| Łukasz Fabiański      |          |          |          | 0        |             |                |          |          | Abréviations et symboles : TT : Total de minutes jouées MJ : Nombre de matchs joués MT : Matchs joués en tant que titulaire : but : passe décisive : joueur entré : joueur remplacé : capitaine : carton jaune : carton rouge |
| Défenseurs            |          |          |          |          |             |                |          |          | Abréviations et symboles : TT : Total de minutes jouées MJ : Nombre de matchs joués MT : Matchs joués en tant que titulaire : but : passe décisive : joueur entré : joueur remplacé : capitaine : carton jaune : carton rouge |
| Kamil Piątkowski      |          |          |          | 0        |             |                |          |          | Abréviations et symboles : TT : Total de minutes jouées MJ : Nombre de matchs joués MT : Matchs joués en tant que titulaire : but : passe décisive : joueur entré : joueur remplacé : capitaine : carton jaune : carton rouge |
| Paweł Dawidowicz      |          | 5        |          | 5        |             |                | 1        |          | Abréviations et symboles : TT : Total de minutes jouées MJ : Nombre de matchs joués MT : Matchs joués en tant que titulaire : but : passe décisive : joueur entré : joueur remplacé : capitaine : carton jaune : carton rouge |
| Tomasz Kędziora       |          |          |          | 0        |             |                |          |          | Abréviations et symboles : TT : Total de minutes jouées MJ : Nombre de matchs joués MT : Matchs joués en tant que titulaire : but : passe décisive : joueur entré : joueur remplacé : capitaine : carton jaune : carton rouge |
| Jan Bednarek          | 90       | 85       | 90       | 265      |             |                | 3        | 3        | Abréviations et symboles : TT : Total de minutes jouées MJ : Nombre de matchs joués MT : Matchs joués en tant que titulaire : but : passe décisive : joueur entré : joueur remplacé : capitaine : carton jaune : carton rouge |
| Maciej Rybus          | 74       |          |          | 74       |             | 1              | 1        | 1        | Abréviations et symboles : TT : Total de minutes jouées MJ : Nombre de matchs joués MT : Matchs joués en tant que titulaire : but : passe décisive : joueur entré : joueur remplacé : capitaine : carton jaune : carton rouge |
| Kamil Glik            | 90       | 90       | 90       | 270      |             |                | 3        | 3        | Abréviations et symboles : TT : Total de minutes jouées MJ : Nombre de matchs joués MT : Matchs joués en tant que titulaire : but : passe décisive : joueur entré : joueur remplacé : capitaine : carton jaune : carton rouge |
| Bartosz Bereszyński   | 90       | 90       | 90       | 270      |             |                | 3        | 3        | Abréviations et symboles : TT : Total de minutes jouées MJ : Nombre de matchs joués MT : Matchs joués en tant que titulaire : but : passe décisive : joueur entré : joueur remplacé : capitaine : carton jaune : carton rouge |
| Michał Helik          |          |          |          | 0        |             |                |          |          | Abréviations et symboles : TT : Total de minutes jouées MJ : Nombre de matchs joués MT : Matchs joués en tant que titulaire : but : passe décisive : joueur entré : joueur remplacé : capitaine : carton jaune : carton rouge |
| Tymoteusz Puchacz     | 16       | 90       | 46       | 152      |             |                | 3        | 2        | Abréviations et symboles : TT : Total de minutes jouées MJ : Nombre de matchs joués MT : Matchs joués en tant que titulaire : but : passe décisive : joueur entré : joueur remplacé : capitaine : carton jaune : carton rouge |
| Milieux               |          |          |          |          |             |                |          |          | Abréviations et symboles : TT : Total de minutes jouées MJ : Nombre de matchs joués MT : Matchs joués en tant que titulaire : but : passe décisive : joueur entré : joueur remplacé : capitaine : carton jaune : carton rouge |
| Kacper Kozłowski      |          | 35       | 17       | 52       |             |                | 2        |          | Abréviations et symboles : TT : Total de minutes jouées MJ : Nombre de matchs joués MT : Matchs joués en tant que titulaire : but : passe décisive : joueur entré : joueur remplacé : capitaine : carton jaune : carton rouge |
| Karol Linetty         | 74       | 5        |          | 79       | 1           |                | 1        | 1        | Abréviations et symboles : TT : Total de minutes jouées MJ : Nombre de matchs joués MT : Matchs joués en tant que titulaire : but : passe décisive : joueur entré : joueur remplacé : capitaine : carton jaune : carton rouge |
| Grzegorz Krychowiak   | 62       |          | 78       | 140      |             |                | 2        | 2        | Abréviations et symboles : TT : Total de minutes jouées MJ : Nombre de matchs joués MT : Matchs joués en tant que titulaire : but : passe décisive : joueur entré : joueur remplacé : capitaine : carton jaune : carton rouge |
| Mateusz Klich         | 85       | 55       | 73       | 213      |             |                | 3        | 3        | Abréviations et symboles : TT : Total de minutes jouées MJ : Nombre de matchs joués MT : Matchs joués en tant que titulaire : but : passe décisive : joueur entré : joueur remplacé : capitaine : carton jaune : carton rouge |
| Jakub Moder           | 5        | 85       |          | 90       |             |                | 2        | 1        | Abréviations et symboles : TT : Total de minutes jouées MJ : Nombre de matchs joués MT : Matchs joués en tant que titulaire : but : passe décisive : joueur entré : joueur remplacé : capitaine : carton jaune : carton rouge |
| Przemysław Płacheta   |          |          | 12       | 12       |             |                | 1        |          | Abréviations et symboles : TT : Total de minutes jouées MJ : Nombre de matchs joués MT : Matchs joués en tant que titulaire : but : passe décisive : joueur entré : joueur remplacé : capitaine : carton jaune : carton rouge |
| Przemysław Frankowski | 16       | 22       | 44       | 82       |             | 1              | 3        |          | Abréviations et symboles : TT : Total de minutes jouées MJ : Nombre de matchs joués MT : Matchs joués en tant que titulaire : but : passe décisive : joueur entré : joueur remplacé : capitaine : carton jaune : carton rouge |
| Piotr Zieliński       | 85       | 90       | 90       | 265      |             | 1              | 3        | 3        | Abréviations et symboles : TT : Total de minutes jouées MJ : Nombre de matchs joués MT : Matchs joués en tant que titulaire : but : passe décisive : joueur entré : joueur remplacé : capitaine : carton jaune : carton rouge |
| Kamil Jóźwiak         | 90       | 90       | 61       | 241      |             | 1              | 3        | 3        | Abréviations et symboles : TT : Total de minutes jouées MJ : Nombre de matchs joués MT : Matchs joués en tant que titulaire : but : passe décisive : joueur entré : joueur remplacé : capitaine : carton jaune : carton rouge |
| Attaquants            |          |          |          |          |             |                |          |          | Abréviations et symboles : TT : Total de minutes jouées MJ : Nombre de matchs joués MT : Matchs joués en tant que titulaire : but : passe décisive : joueur entré : joueur remplacé : capitaine : carton jaune : carton rouge |
| Robert Lewandowski    | 90       | 90       | 90       | 270      | 3           |                | 3        | 3        | Abréviations et symboles : TT : Total de minutes jouées MJ : Nombre de matchs joués MT : Matchs joués en tant que titulaire : but : passe décisive : joueur entré : joueur remplacé : capitaine : carton jaune : carton rouge |
| Karol Świderski       | 5        | 68       | 90       | 163      |             |                | 3        | 2        | Abréviations et symboles : TT : Total de minutes jouées MJ : Nombre de matchs joués MT : Matchs joués en tant que titulaire : but : passe décisive : joueur entré : joueur remplacé : capitaine : carton jaune : carton rouge |
| Dawid Kownacki        |          |          |          | 0        |             |                |          |          | Abréviations et symboles : TT : Total de minutes jouées MJ : Nombre de matchs joués MT : Matchs joués en tant que titulaire : but : passe décisive : joueur entré : joueur remplacé : capitaine : carton jaune : carton rouge |
| Jakub Świerczok       |          |          | 29       | 29       |             |                | 1        |          | Abréviations et symboles : TT : Total de minutes jouées MJ : Nombre de matchs joués MT : Matchs joués en tant que titulaire : but : passe décisive : joueur entré : joueur remplacé : capitaine : carton jaune : carton rouge |

| Buts | Joueurs            | Adversaires    |
| ---- | ------------------ | -------------- |
| 3    | Robert Lewandowski | Espagne, Suède |
| 1    | Karol Linetty      | Slovaquie      |

| Passes | Joueurs               | Adversaires |
| ------ | --------------------- | ----------- |
| 1      | Maciej Rybus          | Slovaquie   |
| 1      | Kamil Jóźwiak         | Espagne     |
| 1      | Piotr Zieliński       | Suède       |
| 1      | Przemysław Frankowski | Suède       |